# Братковцы (Львовская область)
Бра́тковцы (укр. Братківці) — село в Стрыйской городской общине Стрыйского района Львовской области Украины.
Население по переписи 2001 года составляло 1372 человека. Занимает площадь 12,56 км². Почтовый индекс — 82434. Телефонный код — 3245.